# 韩龙 (战国)
韓龍（？—？），中国战国时期晋国的大臣，世系不详。 
前462年（晋出公十三年），晋国韩庞攻取秦国的武城。前456年（晋出公十九年），韩龙攻取卢氏城。